# Morotai
Morotai est une île de la mer de Halmahera, faisant partie de la province indonésienne des Moluques du Nord. Elle est située au nord-est de Halmahera, à 2° 19′ N, 128° 32′ E, ce qui en fait l'île la plus septentrionale de l'archipel des Moluques du Nord. Administrativement, Morotai constitue un kabupaten.

## Géographie
L'île se situe à 17 km à l'est-nord-est du tanjung Jojefa, à l'extrémité de la pointe septentrionale de Halmahera. Sa superficie est d'environ 1 800 km2. L'île est montagneuse et couverte de forêts. Le point culminant de Morotai se situe à 1 090 m d’altitude au sein des monts Sabatai (Sabatai gunung). De ce massif central s’écoulent les principales rivières insulaires, notamment la rivière Tatamo vers l’ouest et la rivière Pangeo vers le nord. Le sud-ouest est marécageux et se termine au sud par la péninsule de Gila et le cap dénommé tantôt Dehegila, ou, de manière éponyme: Cap Gila.

## Histoire
Aux XVe et XVIe siècles, Morotai était sous l'influence du puissant sultanat de Ternate.  
Au milieu du XVIe siècle, des Jésuites portugais conduits par François Xavier y établissent une mission. Ternate expulse la mission en 1571. Au début du XVIIe siècle, Ternate déporte la majorité de la population à Dodinga, une petite ville sur la côte ouest de Halmahera. En 1627 et 1628, le sultan Hamzah déporte la population chrétienne de Morotai à Malayu à Ternate, pour pouvoir mieux la contrôler.

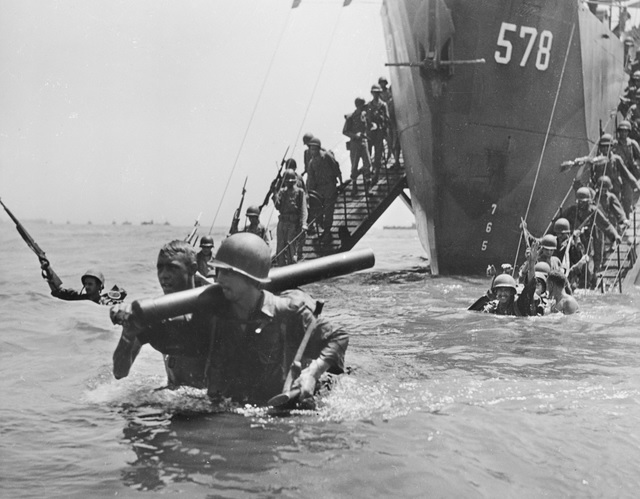
Les troupes américaines débarquent à Morotai (15 septembre 1944)

Pendant la Seconde Guerre mondiale Morotai était une base aérienne japonaise. Les forces américaines la prennent en septembre 1944 et l'utilisent comme point de départ pour un débarquement des Alliés aux Philippines au début de 1945, et dans l'est de Bornéo en mai et juin de la même année. 
Les Alliés préparaient un débarquement à Java pour octobre 1945, qui fut annulé avec la capitulation du Japon le 15 août.

## Population
Les habitants de Morotai sont essentiellement des Galela et des Tobelo de Halmahera. Leurs langues appartiennent à la famille dite du "papou occidental" des langues papoues.
Une partie de la population parle toutefois une langue austronésienne, le gorap.
La principale ville de cette île peu peuplée est Daruba. C'est un port situé dans le sud-ouest de l’île, dans la baie de Tjao. Principal point d’arrivée dans l’île, Daruba est proche de l’aéroport militaire de Pitu.

## Économie
Les principaux produits de Morotai sont les résines et le bois. 